# Az alcatrazi ember
Az alcatrazi ember (eredeti cím: Birdman of Alcatraz) 1962-ben bemutatott amerikai életrajzi drámafilm John Frankenheimer rendezésében, Burt Lancaster főszereplésével.
A történet módosított változata Robert Stroud életének, akit a madarakkal való élete miatt „Alcatraz madárembere” néven ismertek, mialatt a szövetségi börtönben volt. A cím ellenére a cselekmény nagy része a Leavenworth-i börtönben játszódik, ahol Stroud a madaraival együtt börtönben ült. Amikor az Alcatrazba átszállították, ott már nem tarthatott madarakat.
A filmet Guy Trosper adaptálta Thomas E. Gaddis 1955-ös könyvéből. Oscar-díjra jelölték a legjobb férfi főszereplő (Burt Lancaster), a legjobb férfi mellékszereplő (Telly Savalas), a legjobb női mellékszereplő (Thelma Ritter) és a legjobb fekete-fehér operatőr kategóriában.
Egy mogorva halálraítélt gyilkos, akit állandó magánzárkában tartanak fogva, szabaddá teszi magát, miközben elismert madárszakértővé válik.

## Cselekmény
Robert Stroudot fiatalemberként bebörtönzik egy alaszkai gyilkosság elkövetése miatt. Lázadó rabként mutatják be, aki harcol a merev börtönrendszer ellen: vonattal a börtönbe menet betöri az ablakot, hogy a fuldokló rabok levegőhöz jussanak.
Lázadó magatartása miatt konfliktusba kerül Harvey Shoemakerrel, a leavenworthi börtön igazgatójával.
A börtönben Stroud megtudja, hogy édesanyja megpróbálta meglátogatni, de nem engedték meg neki, és azt mondták neki, hogy a hét folyamán később térjen vissza. A kérdés miatt feldühödve megtámad egy őrt, és halálra szúrja a férfit. Stroudot halálra ítélik, de az anyja sikeres kampányt folytat, és az ítéletet életfogytiglani börtönre változtatják. Az ítélet feltételei szerint élete végéig magánzárkában kell tartania.
Egy heves esőzés során a gyakorlóudvaron Stroud egy árván maradt verébfiókát talál egy kidőlt fészekben. Stroud örökbe fogadja a madarat, és ezzel egy olyan tendencia veszi kezdetét, hogy ő és más elítéltek is madarakat, például kanári madarakat kaphatnak ajándékba.
Hamarosan Stroud madár- és kalitkagyűjteményt hoz létre. Amikor a madarak megbetegednek, kísérleteket végez, és előáll egy gyógymóddal. Az évek múlásával Stroud a madárbetegségek szakértőjévé válik, még egy könyvet is kiad a témában. Írásai annyira lenyűgözőek, hogy egy orvos „zseniálisnak” nevezi.
Stroudot később meglátogatja a madárbarát Stella Johnson, és beleegyezik, hogy üzletet indítson, és madárgyógyszereit forgalmazza. Stella és ő később összeházasodnak, de az édesanyja nem ért egyet, és ez végleges szakítást okoz anya és fia között. 
Hirtelen áthelyezik az Alcatrazi szövetségi büntetés-végrehajtási intézetbe, egy új, maximális biztonságú intézménybe, ahol nem tarthat madarakat. Ekkor már idősödik, de továbbra is lázadó marad, és megírja az amerikai büntetés-végrehajtás történetét, amit Shoemaker, a Szikla igazgatója elhallgat.
Stroud még mindig ellentétben áll a hatósággal, ennek ellenére sikerül segítenie egy 1946-os börtönlázadás befejezésében azzal, hogy kidobja az elítéltek által megszerzett két lőfegyvert. Ezután biztosítja a hatóságokat, hogy most már a lövöldözéstől való félelem nélkül újra beléphetnek a területre. Bár Stroud évtizedek óta szálka a szemében, Shoemaker elismeri, hogy soha nem hazudott neki.
Bár a feltételes szabadlábra helyezést folyamatosan elutasítják, Stroudot végül egy petíciós kampányt követően áthelyezik egy missouri börtönbe. A költözés során több riporterrel is találkozik, és nem csak a madarakkal kapcsolatos ismeretekről tesz tanúbizonyságot, hanem például egy elhaladó sugárhajtású repülőgép technikai részleteiről is. Még Thomas E. Gaddisszel, az életéről szóló könyv szerzőjével is találkozik.

## Szereplők
- Burt Lancaster – Robert Stroud
- Karl Malden – Harvey Shoemaker, a leavenworthi börtön igazgatója
- Thelma Ritter – Elizabeth McCartney Stroud
- Neville Brand – Bull Ransom
- Betty Field – Stella Johnson
- Telly Savalas – Feto Gomez
- Edmond O'Brien – Thomas E. Gaddis
- Hugh Marlowe – Albert Comstock
- Whit Bissell – Dr. Ellis
- Crahan Denton – Kramer
- James Westerfield – Jess Younger
- Len Lesser – Burns
- Adrienne Marden – Edith Wilson

## Filmkészítés
Ez lett volna Charles Crichton brit rendező amerikai filmes debütálása, míg össze nem veszett Lancasterrel, és Frankenheimer le nem váltotta. Strother Martin szerint: „Szép szerepem volt Az alcatrazi emberben. Amikor kirúgták az eredeti rendezőt, Charles Crichtont, én is mentem vele. Helyemre Leo Penn került, akit végül teljesen kivágtak a filmből”.

## Fordítás
- Ez a szócikk részben vagy egészben  a   Birdman of Alcatraz (film) című angol Wikipédia-szócikk fordításán alapul.  Az eredeti cikk szerkesztőit annak laptörténete sorolja fel. Ez a jelzés csupán a megfogalmazás eredetét és a szerzői jogokat jelzi, nem szolgál a cikkben szereplő információk forrásmegjelöléseként.